# Meriones chengi
Meriones chengi es una especie de roedor de la familia Muridae.

## Distribución geográfica
Se encuentra sólo en China. 